# Siddham
El siddham es un alfabeto derivado del brahmi durante la era del Imperio Gupta (siglos IV al VI d c.) y que también dio origen al devanagari, así como a otras escrituras de fuera del subcontinente indio, como el alfabeto tibetano.
Siddham significa literalmente ‘perfecto’ o ‘acabado’ y se considera por los monjes del budismo shingon la escritura perfecta para representar el sonido de los mantras en sánscrito.

## Unicode
El alfabeto siddhaṃ fue añadido al estándar Unicode en junio de 2014 con la salida de la versión 7.0.
El bloque Unicode para el siddhaṃ es U+11580–U+115FF:
| Siddham Official Unicode Consortium code chart (PDF)                                |   |   |   |   |   |   |   |   |   |   |   |   |   |   |   |   |
|                                                                                     | 0 | 1 | 2 | 3 | 4 | 5 | 6 | 7 | 8 | 9 | A | B | C | D | E | F |
| U+1158x                                                                             | 𑖀 | 𑖁 | 𑖂 | 𑖃 | 𑖄 | 𑖅 | 𑖆 | 𑖇 | 𑖈 | 𑖉 | 𑖊 | 𑖋 | 𑖌 | 𑖍 | 𑖎 | 𑖏 |
| U+1159x                                                                             | 𑖐 | 𑖑 | 𑖒 | 𑖓 | 𑖔 | 𑖕 | 𑖖 | 𑖗 | 𑖘 | 𑖙 | 𑖚 | 𑖛 | 𑖜 | 𑖝 | 𑖞 | 𑖟 |
| U+115Ax                                                                             | 𑖠 | 𑖡 | 𑖢 | 𑖣 | 𑖤 | 𑖥 | 𑖦 | 𑖧 | 𑖨 | 𑖩 | 𑖪 | 𑖫 | 𑖬 | 𑖭 | 𑖮 | 𑖯  |
| U+115Bx                                                                             | 𑖰  | 𑖱  | 𑖲  | 𑖳  | 𑖴  | 𑖵  |   |   | 𑖸  | 𑖹  | 𑖺  | 𑖻  | 𑖼  | 𑖽  | 𑖾  | 𑖿  |
| U+115Cx                                                                             | 𑗀  | 𑗁 | 𑗂 | 𑗃 | 𑗄 | 𑗅 | 𑗆 | 𑗇 | 𑗈 | 𑗉 | 𑗊 | 𑗋 | 𑗌 | 𑗍 | 𑗎 | 𑗏 |
| U+115Dx                                                                             | 𑗐 | 𑗑 | 𑗒 | 𑗓 | 𑗔 | 𑗕 | 𑗖 | 𑗗 | 𑗘 | 𑗙 | 𑗚 | 𑗛 | 𑗜  | 𑗝  |   |   |
| U+115Ex                                                                             |   |   |   |   |   |   |   |   |   |   |   |   |   |   |   |   |
| U+115Fx                                                                             |   |   |   |   |   |   |   |   |   |   |   |   |   |   |   |   |
| Notas Desde la versión Unicode 13.0 Las áreas grises indican segmentos no asignados |   |   |   |   |   |   |   |   |   |   |   |   |   |   |   |   |